# 로스앤젤레스 클리퍼스
로스앤젤레스 클리퍼스(영어: Los Angeles Clippers)는 미국 캘리포니아주 잉글우드를 연고지로 하는 NBA 서부 콘퍼런스 퍼시픽 디비전 소속 프로농구 팀이다. 로스앤젤레스 클리퍼스는 1970년에 창단되었으며 아직까지 파이널 우승과 컨퍼런스 우승 기록이 없다.

## 팀 역사

### 샌디에이고 시대 (1978년~84년)
샌디에이고에서의 첫 시즌에 새로운 감독 진 슈의 지휘 아래 43승 39패를 기록하며 첫 위닝 시즌을 기록했지만 2경기차로 밀려나면서 포스트 시즌 진출에는 실패했다. 이 해를 마지막으로 클리퍼스는 이후 13년 동안 위닝 시즌을 기록하지 못했다.

### 2009년~2011년: 블레이크 그리핀과의 리빌딩
2009년 5월 19일, 2009 NBA 드래프트에서 클리퍼스는 17.7%의 확률을 뚫고 첫 픽을 가져오는 데 성공했으며 오클라호마대학교에서 등번호 32번을 달고 있는 블레이크 그리핀을 선택했다.

### 2012년~2017년: 크리스 폴의 합류
2011년에는 크리스 폴을 뉴올리언즈 호니츠에서 영입하며 강팀으로 자리매김한다. 2013년과 2014년 팀 역사상 처음으로 디비전 우승을 차지하였다.

## 역대 홈경기장

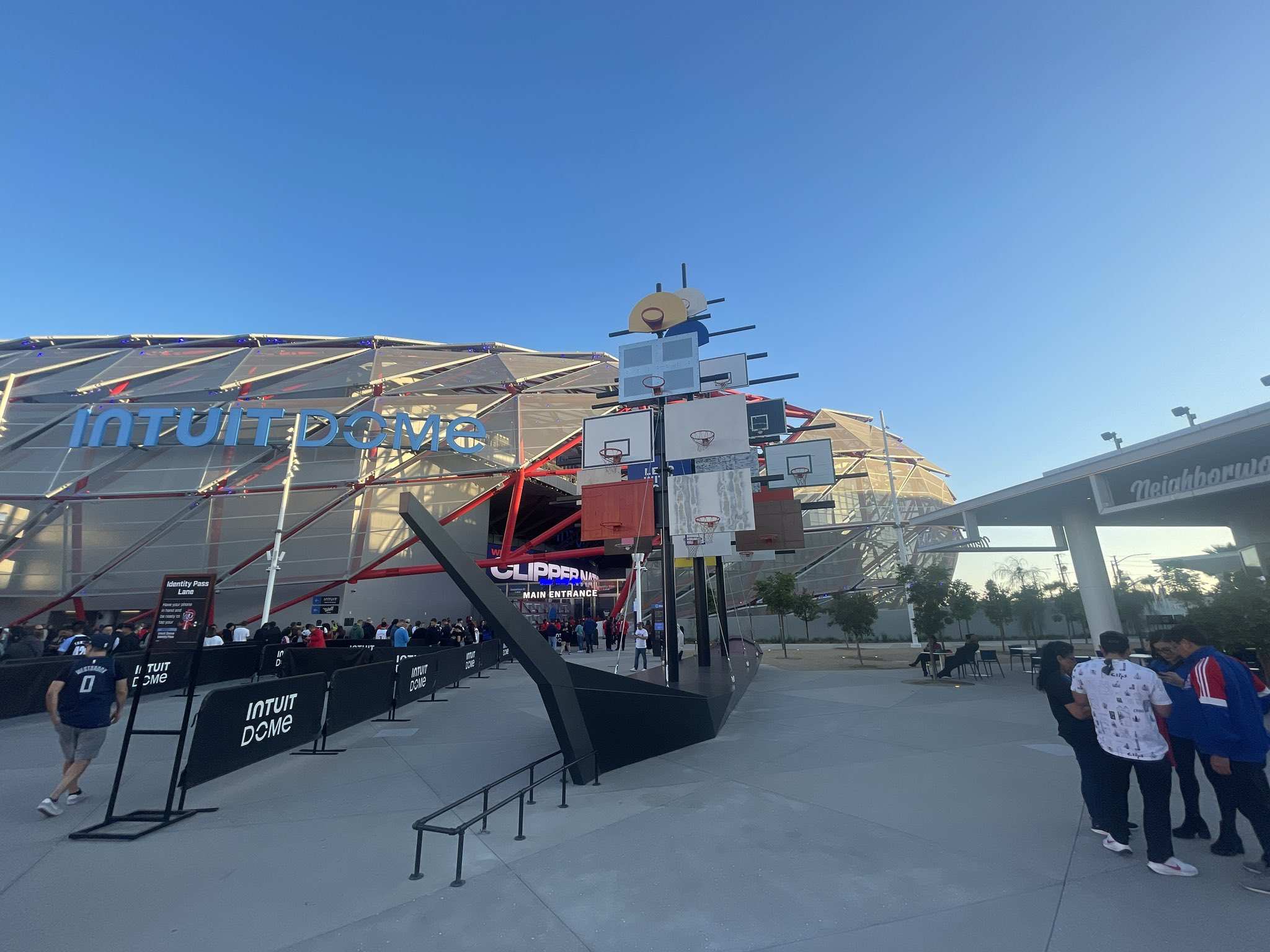
로스앤젤레스 클리퍼스의 홈경기장인 경기장 인튜이트 돔

| 경기장                              | 사용기간      | 수용인원 | 장소                      | 비고                                                                               |
| ----------------------------------- | ------------- | -------- | ------------------------- | ---------------------------------------------------------------------------------- |
| 샌디에고 클리퍼스                   |               |          |                           |                                                                                    |
| 샌디에고 스포츠 아레나              | 1978년~1985년 | 14,500명 | 캘리포니아주 샌디에고     | 빈칸                                                                               |
| 로스앤젤레스 클리퍼스               |               |          |                           |                                                                                    |
| 로스앤젤레스 메모리얼 스포츠 아레나 | 1985년~1999년 | 16,161명 | 캘리포니아주 로스앤젤레스 | 빈칸                                                                               |
| 애너하임 컨벤션 센터                | 1992년        | 7,500명  | 캘리포니아주 애너하임     | 1992년 로스앤젤레스 폭동으로 인해 플레이오프 1라운드 4차전 임시 홈경기장로 사용함. |
| 애로 헤드폰드 오브 애너하임         | 1994년~1999년 | 18,336명 | 캘리포니아주 애너하임     | 제2홈경기장                                                                        |
| 크립토닷컴 아레나                   | 1999년~2024년 | 19,060명 | 캘리포니아주 로스앤젤레스 | 스테이플스 센터 (1999년~2001년)                                                    |
| 인튜이트 돔                         | 2024년~현재   | 18,000명 | 캘리포니아주 잉글우드     | 빈칸                                                                               |

## 영구 결번
| 번호                  | 이름    | 포지션 | 활동 기간 | 비고                           |
| --------------------- | ------- | ------ | --------- | ------------------------------ |
| 로스앤젤레스 클리퍼스 |         |        |           |                                |
| 6                     | 빌 러셀 | 센터   | 빈칸      | NBA 최초로 전 구단 영구결번됨. |

## 라이벌
- 로스앤젤레스 레이커스
- 새크라멘토 킹스
- 멤피스 그리즐리스

## 같이 보기
- 로스앤젤레스 레이커스
- 로스앤젤레스 스파크스